# Aleksandr Gieorgijew
Aleksandr Wasiljewicz Gieorgijew (ros. Александр Васильевич Георгиев, ur. 24 maja?/6 czerwca 1913 w Romnach, zm. 9 kwietnia 1976 w Barnaule) – radziecki polityk, Bohater Pracy Socjalistycznej (1972).
W 1925 wstąpił do RKP(b), w 1932 ukończył technikum rolnicze, w latach 1932–1943 agronom działu produkcyjnego, starszy agronom stanicy maszynowo-traktorowej, główny agronom rejonowego oddziału rolniczego w Kraju Ałtajskim. Od maja 1943 do września 1944 przewodniczący komitetu wykonawczego rady rejonowej w Kraju Ałtajskim, następnie instruktor Ałtajskiego Krajowego Komitetu WKP(b), w 1947 pomocnik I sekretarza Ałtajskiego Komitetu Krajowego WKP(b), potem kierownik wydziału rolnego tego komitetu, 1948 zaocznie ukończył Wszechzwiązkową Akademię Rolniczą. W latach 1956–1957 sekretarz, 1957–1961 II sekretarz, a od 18 marca 1961 do śmierci I sekretarz Ałtajskiego Krajowego Komitetu KPZR (od stycznia 1963 do grudnia 1964: Ałtajskiego Wiejskiego Krajowego Komitetu KPZR), od 31 października 1961 do śmierci członek KC KPZR. Deputowany do Rady Najwyższej ZSRR od 6 do 9 kadencji. W 1977 jego imieniem nazwano ulicę w Barnaule.

## Odznaczenia
- Medal Sierp i Młot Bohatera Pracy Socjalistycznej (20 października 1972)
- Order Lenina (czterokrotnie)
- Order Czerwonego Sztandaru Pracy
- Order „Znak Honoru”